# Сагадарова Марія Володимирівна
Сагадарова Марія Володимирівна (1901 - 1926) - комсомольський, партійний, громадський діяч БМ АРСР, активний організатор жіночого руху в Бурятії.

## Біографія
Марія Володимирівна Сагадарова народилася в 1901 році в бурятському улусі Бурково, Аларського району, Іркутської губернії. Батьки прості неграмотні люди, займалися селянським господарством.
Після школи вступила до Черемхівського комерційного училища. Вже під час навчання зайняла активну життєву позицію і стала займатися громадською діяльністю.
У 1919 році закінчила училище.
У лютому 1920 року організувала в рідному улусі перший осередок РКП(б), брала участь у підготовці і створенні партизанського загону П.В. Баханова.
Після остаточної перемоги Радянської влади в Бурятії включилася в роботу серед трудівниць Боханського, Аларського і Ехіріт-Булагатського аймаків, організовуючи хошунні і аймачні конференції і наради жінок.
З літа 1921 року Марія Володимирівна була відкликана у знову організоване бюро Бурятської секції при Іркутському губкомі РКП(б). Була призначена завідувачкою Жінвідділу і стала працювати під керівництвом губкому партії Фаєрман Е.
Після створення Бурятського обкому РКП (б) Сагадарова стала завідувачкою Жінвідділ обкому. Курирувала при комітетах селянської взаємодопомоги створення спеціальних фондів матері і дитини.
У квітні 1922 року в Новомиколаївську брала участь на форумі, під керівництвом секретаря Сиббюро ЦК РКП(б) Омеляна Ярославського. У звітній доповіді повідомляла про роботу серед жінок Бурятії, що налічувала 85 тисяч жінок, з якими необхідно було займатися. Одночасно вона поставила до відома про труднощі і недоліки роботи, про те, бракує кадрів і коштів для проведення ряду заходів.
З метою підготовки дружинпрацівників з ініціативи М.В. Сагадарової в 1921 — 1922 роки на навчання були спрямовані дівчата комсомолки і молоді комуністки. За її сприяння на навчання були направлені Малахірова Савранна, Тарантаєва Віра, Далбаєва Агафія, Осипова Поліна, Балехаєва Агафія, Осодоєва Феодосія.
У 1921-1925 роки Сагадарова брала участь у всіх з'їздах рад і обласних партійних конференціях, обиралася членом обласного комітету партії і комсомолу.
Філіп Михайлович Сахалтуєв батько народного художника України Радни Сахалтуєва в першому шлюбі був чоловіком Сагадарової. Але як згадував Радна Пилипович вона дуже рано померла-в двадцять п'ять років від туберкульозу.
Похована в Іркутську на Єрусалимському кладовищі.

## Публікації
- Сагадарова м. в. про роботу серед бурят-монгольських жінок // Збірник "революція і бурят-монголи" – Іркутськ, 1921
- Сагадарова м. в. жіночий листок // Газета " Власть труда – - Іркутськ, літо 1921